# John Ford (redatelj)
John Ford (Cape Elisabeth, 1. veljače 1895. – Palm Desert, 31. kolovoza 1973.), američki filmski redatelj.
Klasik je američke filmografije. Realizirao je više od stotinjak filmova, a snažna ostvarenja dao je u vesternima. Dobitnik je 4 Oscara. Gotovo se kroz sve filmove provlače muški protagonisti koji teže nesvakidašnjem prijateljstvu, bratstvu, međusobnoj odanosti i pravičnosti. Dao je i nekoliko socijalno i kritički izuzetno gorkih djela, a nije mu bilo premca u stvaranju obilja epizodnih slikovitih likova. Ford je svojim radom utjecao na mnoge redatelje kao što su Akira Kurosawa, Martin Scorsese, Steven Spielberg, George Lucas, Sam Peckinpah, Peter Bogdanovich, Sergio Leone i Jean-Luc Godard.

## Od Feeneyja do Forda
Rođen je kao John Martin Feeney u Cape Elizabethu, Maine u obitelji Johna Augustinea Feeneyja i Barbare (Abbey) Curran, oboje rođenih u Spiddalu, Irska, 1856.
John Augustine i Barbara Feeney stigli su u Boston i Portland odvojeno u razmaku od nekoliko dana u svibnju i lipnju 1872., a vjenčali su se 1875., te postali američki građani tri godine poslije. Imali su jedanaestero djece: Mamie (Mary Agnes), rođena 1876.; Delia (Edith), 1878. – 1881.; Patrick; Francis Ford, 1881. – 1953.; Bridget, 1883. – 1884., Barbara, rođena i umrla 1888., Edward, rođen 1889.; Josephine, rođena 1891., Hannah (Johanna), rođena i umrla 1892.; John Martin, 1894. – 1973.; i Daniel, rođen i umro 1896.
Feeney je pohađao srednju školu u Portlandu, gdje je jedna dvorana nazvana po njemu.
Feeny je počeo glumiti 1914., uzevši umjetničko ime "Jack Ford". Iako nepotpisan, nastupio je kao član Ku-Klux-Klana u klasiku D. W. Griffitha iz 1915., Rođenje jedne nacije, kao čovjek koji podiže dio svoje kukuljice kako bi mogao jasnije vidjeti.
Oženio je Mary McBride Smith, 3. srpnja 1920. (dobili su dvoje djece). Ford se nikad nije razveo od žene iako se pet godina viđao s Katharine Hepburn nakon što su se sreli tijekom snimanja filma Mary od Škotske (1936.).

## Redatelj
1921., Ford je okrenuo režiranju, počinjući sa svojim suradnikom Loisom Weberom. Tijekom dvadesetih bio je predsjednik Udruge filmskih redatelja, preteči današnjeg Udruženja redatelja Amerike.
Tijekom karijere koja je trajala više od 35 godina, John Wayne pojavio se u više od dvadeset Fordovih filmova, kao što su Poštanska kočija (1939.), Nosila je žutu vrpcu (1949.), Mirni čovjek ([1952].), Tragači (1956.), Orlova krila (1957.) i Čovjek koji je ubio Libertyja Valancea (1962.)
Fordova omiljena lokacija za snimanje filmova bio je dio Monument Valleyja u Utahu. Ford je tu snimio neke od najljepših i najsnažnijih snimki svih vremena i tako opisao američki Zapad u filmovima kao što su Poštanska kočija, Tragači, Fort Apache, Rio Grande i Nosila je žutu vrpcu.

## Mornarička karijera i kasniji rad
Tijekom  2. svjetskog rata Ford je služio u mornarici SAD-a i snimao dokumentarce za Mornaricu. Osvojio je dva Oscara u to vrijeme, jedan za poludokumentarac Bitka za Midway (1942.), a drugi za propagandni film 7. prosinca (1943.).
Ford je bio na plaži Omaha na Dan D. Kao šef fotografskog odjela, prešao je La Manche na američkom nosaču zrakoplova i prisustvovao američkom iskrcavanju u  Normandiji, te se i sam spustio na plažu s ekipom kamermana Obalne straže koji su snimali bitku iz pozadine, dok je Ford režirao operacije. Film je montiran u Londonu, ali vrlo malo toga je objavljeno. Ford je objasnio u intervjuu iz 1964. da je se američka vlada "bojala prikazati toliko američkih žrtava", dodavši kako cijeli Dan D film "još postoji u cijelosti, a pohranjen je u Anacostiji, pokraj Washingtona". Trideset godina poslije, povjesničar Stephen E. Ambrose izvjestio je kako Eisenhowerov Centar nije uspio pronaći film. Nakon rata, Ford je postao kontra-admiral rezervnih snaga američke mornarice.
Ford je angažirao  Warda Bonda kao Johna Dodgea, lika koji je temeljen na samom Fordu, za film Orlova krila, a u glavnim ulogama ponovno su se pojavili njegovi stari prijatelji, John Wayne i Maureen O'Hara.
Ford je umro u Palm Desertu, Kalifornija, sa 79 godina od raka želuca. Pokopan je na groblju Crvenog križa u Culver Cityju, Kalifornija. U Portlandu se nalazi njegov kip koji ga prikazuje kako sjedi u redateljskoj stolici.

## Nagrade
Ford je osvojio četiri Oscara kao najbolji redatelj za filmove Doušnik (1935.),  Plodovi gnjeva (1940.), Kako je bila zelena moja dolina (1941.) i Mirni čovjek (1952.) - nijedan od ovih filmova nije bio  vestern (u zadnja dva nastupila je Maureen O'Hara, "njegova omiljena glumica"). Osim toga, bio je nominiran za režiju za film Poštanska kočija (1939.). Ford je jedini redatelj koji je osvojio četiri Oscara za režiju: William Wyler i Frank Capra osvojili su nagrade tri puta.
Kao producent bio je nominiran za najbolji film za filmove Mirni čovjek i Dugo putovanje kući.
Prvi je dobitnik nagrade za životno djelo Američkog filmskog instituta, 1973.

## Vanjske poveznice
- John Ford u internetskoj bazi filmova IMDb-u (engl.)
- Fordova biografija na yahoo.com  Arhivirana inačica izvorne stranice od 12. ožujka 2007. (Wayback Machine)
- Richard Franklin, "John Ford", senses of cinema.com
- Fordova biografija s ilustracijama filmova na reelclassics.com
- Životopis kontradmirala Johna Forda, Američke mornaričke rezerve, na Mornaričkom povijesnom centru  Arhivirana inačica izvorne stranice od 5. rujna 2006. (Wayback Machine)
- "Oral History - Battle of Midway:Recollections of Commander John Ford" s Mornaričkog povijesnog centra  Arhivirana inačica izvorne stranice od 17. veljače 2001. (Wayback Machine)
- Bibliografija na film.virtual-history.com
- "John Ford" na theyshootpictures.com